# Мондвиль (Кальвадос)
Мондви́ль (фр. Mondeville) — коммуна во Франции, находится в регионе Нормандия, департамент Кальвадос, округ Кан, кантон Иф. Пригород Кана, примыкает к нему с востока.
Население (2018) — 9 893 человека. 

## Достопримечательности
- Церковь Святой Марии Магдалины 30-х годов XX века
- Церковь Нотр-Дам-де-Пре XII—XIII веков
- Шато де Бельмес (château de Bellemaist) XVII века, в настоящее время — музыкальная школа
- Шато дю Вас (château du Vast) XVII века

## Экономика
Мондвиль, вместе с еще двумя коммунами — Жибервиль и Коломбель — в начале XX века были выбраны Металлургическим обществом Нормандии (SMN) местом компактного размещения своих рабочих, занятых на открытых здесь же металлургических производств. В 1993 году эти производства были закрыты, что вызвало существенный экономический спад. Сейчас в двух промышленных зонах Мондвиля работают предприятия портовой инфраструктуры, электроники (Bosch), логистики. В южной части коммуны открыт крупнейший в Нормандии торговый центр — Мондвиль 2. 
Структура занятости населения:
- сельское хозяйство — 0,5 %
- промышленность — 14,2 %
- строительство — 6,1 %
- торговля, транспорт и сфера услуг — 65,5 %
- государственные и муниципальные службы — 13,8 %.

Уровень безработицы (2017) — 13,6 % (Франция в целом —  13,4 %, департамент Кальвадос — 12,5 %). 

Среднегодовой доход на 1 человека, евро (2018) — 20 390 (Франция в целом — 21 730, департамент Кальвадос — 21 490).

## Демография
Динамика численности населения, чел.

## Администрация
Пост мэра Мондвиля с 2008 года занимает член Социалистической партии Элен Бюрга (Hélène Mialon-Burgat). На муниципальных выборах 2020 года возглавляемый ею левый список победил в 1-м туре, получив 56,97 % голосов.
| Период | Период | Фамилия          | Партия                  | Примечания                                                  |
| ------ | ------ | ---------------- | ----------------------- | ----------------------------------------------------------- |
| 1964   | 1977   | Пьер Лафон       |                         | врач                                                        |
| 1977   | 2008   | Жан-Мишель Ганье | Социалистическая партия | профессор математики                                        |
| 2008   |        | Элен Бюрга       | Социалистическая партия | преподаватель колледжа, член Регионального совета Нормандии |

## Города-побратимы
- Нортем, Великобритания
- Бюдденштедт, Германия

## Знаменитые уроженцы
- Поль Колетт (1920—1995), герой Французского Сопротивления

## Галерея
- Церковь Нотр-Дам
- Церковь Святой Марии Магдалины
- Шато Бельмес
- Бывшее здание мэрии

1. 1 2  база данных о французских коммунах — Национальный географический институт Франции, 2015.